# Giro di Lombardia 2009
Il Giro di Lombardia 2009, centotreesima edizione della "classica delle foglie morte", si è corso il 17 ottobre 2009 per un percorso di 242 km tra le province di Varese, Como e Lecco. È stato vinto dal belga Philippe Gilbert, che ha terminato in 5h 43' 45" alla media di 42,277 km/h.

## Percorso
Il percorso è stato identico a quello delle edizioni del 2008 e del 2007. La gara è partita da Varese ed è arrivata a Como, per una lunghezza totale di 242 km. La partenza è avvenuta alle 11:00 dalla Città Giardino, sede del Campionato del mondo su strada del 2008. Dopo aver attraversato Malnate, la corsa si è snodata interamente nei territori nel comasco e nel lecchese. Giunti a Como si è seguita la costa del Lago sul lato occidentale. Attraverso la Val d'Intelvi si è scesi verso il Lago di Lugano, quindi Menaggio, Sorico (luogo del rifornimento) giungendo poi a Bellano, sulla sponda orientale del lago. Da qui si è saliti verso Taceno, e attraversando la Valsassina si è arrivati a Lecco passando per le asperità del Colle di Balisio. Dal capoluogo si è risalito il braccio destro del lago da Valmadrera verso Bellagio, per poi affrontare la salita del Santuario della Madonna del Ghisallo (511 m), le ascese verso Civiglio e San Fermo della Battaglia, prima di tornare sul traguardo a Como sul Lungo Lario Trento.

## Squadre e corridori partecipanti
| N.      | Cod. | Squadra                      |
| ------- | ---- | ---------------------------- |
| 1-8     | LAM  | Lampre-N.G.C.                |
| 11-18   | ASA  | Acqua & Sapone-Caffè Mokambo |
| 21-28   | ALM  | AG2R La Mondiale             |
| 31-38   | AST  | Astana                       |
| 41-48   | BBO  | Bbox Bouygues Telecom        |
| 51-58   | GCE  | Caisse d'Epargne             |
| 61-68   | CTT  | Cervélo TestTeam             |
| 71-78   | COF  | Cofidis, le Crédit en Ligne  |
| 81-88   | EUS  | Euskaltel-Euskadi            |
| 91-98   | FDJ  | Française des Jeux           |
| 101-108 | FUJ  | Fuji-Servetto                |
| 111-118 | GRM  | Team Garmin-Slipstream       |

| N.      | Cod. | Squadra                          |
| ------- | ---- | -------------------------------- |
| 121-128 | ISD  | ISD-Neri                         |
| 131-138 | LIQ  | Liquigas                         |
| 141-148 | QST  | Quick Step                       |
| 151-158 | RAB  | Rabobank                         |
| 161-168 | SDA  | Serramenti Diquigiovanni-Androni |
| 171-178 | SIL  | Silence-Lotto                    |
| 181-188 | THR  | Team Columbia-HTC                |
| 191-198 | KAT  | Team Katusha                     |
| 201-208 | MRM  | Team Milram                      |
| 211-218 | SAX  | Team Saxo Bank                   |
| 221-228 | TSV  | Topsport Vlaanderen-Mercator     |
| 231-238 | VAC  | Vacansoleil Pro Cycling Team     |

## Ordine d'arrivo (Top 10)
| Pos. | Corridore           | Squadra       | Tempo    |
| ---- | ------------------- | ------------- | -------- |
| 1    | Philippe Gilbert    | Silence       | 5h43'46" |
| 2    | Samuel Sánchez      | Euskaltel     | s.t.     |
| 3    | Aleksandr Kolobnev  | Saxo Bank     | a 4"     |
| 4    | Luca Paolini        | Acqua & Sap.  | s.t.     |
| 5    | Johnny Hoogerland   | Vacansoleil   | s.t.     |
| 6    | Robert Gesink       | Rabobank      | s.t.     |
| 7    | Aleksandr Vinokurov | Astana Team   | s.t.     |
| 8    | Daniel Martin       | Garmin        | s.t.     |
| 9    | Juan José Cobo      | Fuji-Servetto | s.t.     |
| 10   | Cadel Evans         | Silence       | s.t.     |